# Harold Norse
Harold Norse (6. července 1916 – 8. června 2009) byl americký básník.
Narodil se v Brooklynu jako Harold Rosen (příjmení si později změnil – přeuspořádáním písmen – na Norse), jeho matka byla židovská přistěhovalkyně z Litvy. V mládí rovněž používal příjmení svého nevlastního otce, Albaum. Studoval na Brooklyn College, kterou absolvoval v roce 1938 s titulem BA. Po válce pokračoval ve studiu na Newyorské univerzitě (MA 1951).
Svou první sbírku básní vydal v roce 1953 pod názvem The Undersea Mountain. V následujících letech cestoval po Evropě, delší dobu strávil v Itálii a Francii. V Paříži bydlel s Williamem Burroughsem, Gregorym Corsem a Allenem Ginsbergem v Beat Hotelu, kde napsal střihovou novelu Beat Hotel. Rovněž pobýval u Paula Bowlese v Tangeru. Po návratu do USA v roce 1968 žil v Kalifornii. Přátelil se s Charlesem Bukowskim a vystupuje v několika jeho knihách.
Své první básně psal v akademickém stylu, později přešel k běžnějšímu jazyku. Kromě poezie vyšla například jeho korespondence s Williamem Carlosem Williamsem (The American Idiom) a vzpomínková kniha Memoirs of a Bastard Angel (1989). V roce 2003 vyšla jeho sebraná poezie z let 1934 až 2003 v knize In the Hub of the Fiery Force.
Byl homosexuál. Jeho dlouholetým partnerem byl básník a libretista Chester Kallman.